# Robert Benson, 1. Baron Bingley

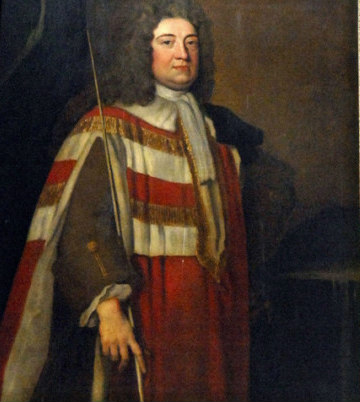
Robert Benson (Gemälde von Godfrey Kneller)

Robert Benson, 1. Baron Bingley (* 1676 in Wrenthorpe bei Wakefield; † 9. April 1731) war ein englischer Staatsmann und einer der Hauptverantwortlichen im sogenannten „South Sea Bubble“, in dem zahlreiche Menschen ihr Vermögen verloren und der die englische Wirtschaft stark schädigte.
Benson, Sohn des wohlhabenden Rechtsanwalts Robert Benson von Wrenthorpe und von Dorothy Jenkins wurde am 25. März 1676 in Wrenthorpe getauft. Er studierte am Christ’s College in Cambridge, wo er im Frühjahr 1691 im Alter von 15 Jahren als Fellow angenommen wurde und begab sich 1693 oder 1694 auf die Grand Tour, auf der er die Niederlande, Frankreich und Italien besuchte. Er besichtigte Schlösser und Gärten, was zeitlebens seinen Geschmack prägte. Pevsner beschrieb seinen Sommersitz Bramham als eine italienische Villa in einem französischen Schlossgarten) und erwarb Sprachkenntnisse.
Zwischen 1702 und 1705 wurde er durch den Einfluss seines Schwagers, dem Baronet Sir John Wodehouse als Tory-Parlamentsabgeordneter für den Wahlkreis Thetford gewählt. Es sind nur wenige politische Aktivitäten Benfords aus dieser Zeit belegt. Er soll sich mit dem Whig-Sohn von William Lowther geprügelt haben, es bleibt jedoch offen, ob es dabei um politische Fragen ging. Als Wodehouse seinen Thetforder Parlamentssitz wieder einnehmen wollte, überließ Bensons Onkel Tobias Jenkins ihm 1705 seinen Sitz für den Wahlkreis York, den er bis 1713 innehatte. Kurz vor der Wahl im Mai war er noch zum Ratsherr erklärt worden.
Nachdem sein Mentor Robert Harley als Earl of Oxford and Earl Mortimer zum Schatzmeister ernannt worden war, übernahm Benson am 14. Juni 1711 dessen Amt als Schatzkanzler, eine Stellung, die er bis August 1713 innehatte, obwohl er als nicht besonders fähig galt.
Am 21. Juli 1713 wurde ihm der erbliche Adelstitel Baron Bingley, of Bingley in the County of York, verliehen. Der Titel gehörte zur Peerage of Great Britain und war mit einem Sitz im House of Lords verbunden. Obwohl in den Adelsstand erhoben, wurde er gesellschaftlich nicht anerkannt. Robert Walpole machte sich über den fehlenden Wappenschild lustig. Er erfreute sich aber des Vertrauens der Königin Anne, die ihn nachweislich in Bramham Park besuchte. Er war von Juli 1711 bis Februar 1715 einer der Direktoren der Südseecompanie, in die er 3000 Pfund eingezahlt hatte. Er war auch an der Gesetzgebung über die Südseecompanie beteiligt und war sehr aktiv im Aktienverkauf. Als die Blase 1720 platzte, wurde Bensons Kutsche in London am Cavendish Square mit Steinen beworfen. Er selbst wurde aber für seine Beteiligung nicht belangt. Nachdem er 1730 die Whig-Regierung unterstützt hatte, wurde er als Belohnung zum Schatzmeister von Georg II. ernannt, was er bis zu seinem Tode blieb und am 14. April 1731 in der St. Pauls Kapelle in Westminster Abbey begraben. Als Politiker wurde er als „wässeriger Tory“ und „Niemand“ beschrieben, für Joseph Addison stand er sogar den Konservativen nahe.
Benson lebte zuerst in Red Hall bei Wakefield. Dann erbte er den Landsitz Bramham Park oder Branham Moor bei Wetherby in Yorkshire von seinem Vater, dessen Bau in den 1690er Jahren begonnen hatte, und schloss ihn 1710 ab. Benson erwarb den größten Teil seines Reichtums durch die Südseeblase und verwendete ihn unter anderem zum Ausbau von Bramham und seiner Parkanlagen, die nach dem Vorbild französischer Parks im Stil Le Nôtres angelegt waren. Da nicht bekannt ist, wer den Garten entwarf, wird oft angenommen, er gehe auf Benson persönlich zurück. Sein Londoner Wohnsitz befand sich Queen Street, Westminster.
Benson heiratete 1703 Lady Elizabeth Finch, die Tochter von Heneage Finch, Baron Guernsey, später 1st Earl of Aylesford, eine Heirat, die ihm politisch sehr zum Vorteil gedieh. Er hatte eine uneheliche Tochter namens Mary Johnson, der er in seinem Testament (vom 27. Juni 1729 und 9. März 1729) 7000 Pfund und den Namen Benson hinterließ. Walpole, sein politischer Gegner behauptete, dass auch sein Patenkind John Burgoyne, offiziell der Sohn des verkrachten Soldaten John Burgoyne und der Kaufmannstochter Anna Maria Burnestone, sein Sohn war. Diesen Verdacht hegten auch andere. Benson hinterließ Anna Maria Burnestone in seinem Testament ein Einkommen von 400 Pfund jährlich, auf das ihr Gatte keinen Zugriff hatte und ein Gut in Hertfordshire sowie das kostenlose Wohnrecht in ihrem Haus in der Prospect Street in London. Ihrem Gatten, Hauptmann John Burgoyne wurden seine beträchtlichen Schulden erlassen. John Burgoyne sollte Harriet beerben, falls diese kinderlos starb, und dann den Namen John Benson annehmen. Sein einziges eheliches Kind, die Tochter Harriet beerbte Benson, nachdem er an einer Brustfellentzündung verstarb. Sie erhielt unter anderem Bramham, 100000 Pfund Bargeld und ein jährliches Pacht-Einkommen von 7000 Pfund. Seine Frau erbte das Haus in der Queen Street. Harriet baute die von ihrem Vater angelegten Gärten in Bramham Park weiter aus. Der Titel Baron Bingley erlosch und wurde erst 1762 für George Fox-Lane, den Gatten von Harriet neu geschaffen.
Der schottische Schriftsteller und Politiker George Lockhart charakterisierte Benson als verwirrten Redner, der sich eher durch Witz und Wohlleben hervortat denn durch Geschäftssinn (“a man of wit and pleasure than of parts and capacity of business.”). Jonathan Swift rühmte immerhin seine eleganten Tischsitten. Er galt auch als belesen.